# 全豪オープン (車いすテニス)
全豪オープン（英語:Australian Open）は1989年からオーストラリア、ビクトリア州メルボルンで開催されている車いすテニスの国際大会。国際テニス連盟公認のITF車いすテニスツアーに含まれるトーナメントで、2002年から2008年はスーパーシリーズ、2009年からはグランドスラム大会の1つとなっている。オーストラリアン・オープンとも呼ばれる。

## 歴史
1989年、車いすテニスの全豪オープン第1回大会が、メルボルンのフリンダース・パーク（現在のメルボルン・パーク）内のナショナルテニスセンターで開催された。
シドニーパラリンピックに引き続いて、オーストラリアにおける一般の関心を高めることを目的に、2002年、テニスの全豪オープンに車いすテニス部門が新設された。
これを受けて2002年から2006年まで、それまでの車いすテニスの全豪オープンに加えて、テニスの全豪オープン期間中に世界ランキング上位8選手が出場する全豪オープン車いすテニスクラシックエイト（Wheelchair Classic 8's at Australian Open）が別日程で開催された。
2007年からは両大会が統合され、全豪オープン車いす選手権（Australian Open Wheelchair Championships）として、メルボルン・パークを会場に、テニスの全豪オープン期間中に競技が行なわれることとなった。

## 大会歴代優勝者

### 男子シングルス
- 1986 - ミック・コーネル（オーストラリア）
- 1987 - ミック・コーネル（オーストラリア）
- 1988 - 不明
- 1989 - ミック・コーネル（オーストラリア）
- 1990 - 不明
- 1991 - ミック・コーネル（オーストラリア）
- 1992 - ローラン・ジャマルティーニ（フランス）
- 1993 - ミック・コーネル（オーストラリア）
- 1994 - ローラン・ジャマルティーニ（フランス）
- 1995 - デビッド・ホール（オーストラリア）
- 1996 - デビッド・ホール（オーストラリア）
- 1997 - デビッド・ホール（オーストラリア）
- 1998 - デビッド・ホール（オーストラリア）
- 1999 - デビッド・ホール（オーストラリア）
- 2000 - リッキー・モリエル（オランダ）
- 2001 - デビッド・ホール（オーストラリア）
- 2002 - ロビン・アマラーン（オランダ）
- 2003 - デビッド・ホール（オーストラリア）
- 2004 - デビッド・ホール（オーストラリア）
- 2005 - デビッド・ホール（オーストラリア）
- 2006 - ミカエル・ジェレミアス（フランス）
- 2007 - 国枝慎吾（日本）
- 2008 - 国枝慎吾（日本）
- 2009 - 国枝慎吾（日本）
- 2010 - 国枝慎吾（日本）
- 2011 - 国枝慎吾（日本）
- 2012 - マイケル・シェファース（オランダ）
- 2013 - 国枝慎吾（日本）
- 2014 - 国枝慎吾（日本）
- 2015 - 国枝慎吾（日本）
- 2016 - ゴードン ・リード（イギリス）
- 2017 - グスタボ ・フェルナンデス（アルゼンチン）
- 2018 - 国枝慎吾（日本）
- 2019 - グスタボ ・フェルナンデス（アルゼンチン）
- 2020 - 国枝慎吾（日本）
- 2022 - 国枝慎吾（日本）
- 2023 - アルフィー・ヒューエット（イギリス）
- 2024 - 小田凱人（日本）

### 女子シングルス
- 1991 - ダニエラ・ディトーロ（オーストラリア）
- 1992 - ダニエラ・ディトーロ（オーストラリア）
- 1993 - ダニエラ・ディトーロ（オーストラリア）
- 1994 - ダニエラ・ディトーロ（オーストラリア）
- 1995 - マーイケ・スミット（オランダ）
- 1996 - ダニエラ・ディトーロ（オーストラリア）
- 1997 - ダニエラ・ディトーロ（オーストラリア）
- 1998 - ダニエラ・ディトーロ（オーストラリア）
- 1999 - ダニエラ・ディトーロ（オーストラリア）
- 2000 - ダニエラ・ディトーロ（オーストラリア）
- 2001 - ダニエラ・ディトーロ（オーストラリア）
- 2002 - エステル・フェルヘール（オランダ）
- 2003 - エステル・フェルヘール（オランダ）
- 2004 - エステル・フェルヘール（オランダ）
- 2005 - シャロン・ワルラヴェン（オランダ）
- 2006 - エステル・フェルヘール（オランダ）
- 2007 - エステル・フェルヘール（オランダ）
- 2008 - エステル・フェルヘール（オランダ）
- 2009 - エステル・フェルヘール（オランダ）
- 2010 - コリー・ホーマン（オランダ）
- 2011 - エステル・フェルヘール（オランダ）
- 2012 - エステル・フェルヘール（オランダ）
- 2013 - アニーク・ファン・クート（オランダ）
- 2014 - ザビーネ・エラブロック（ドイツ）
- 2015 - J・グリフィオエン（オランダ）
- 2016 - J・グリフィオエン（オランダ）
- 2017 - 上地結衣（日本）
- 2018 - ディーデ・デ・グロート（オランダ）
- 2019 - ディーデ・デ・グロート（オランダ）
- 2020 - 上地結衣（日本）
- 2021 - ディーデ・デ・グロート（オランダ）
- 2022 - ディーデ・デ・グロート（オランダ）
- 2023 - ディーデ・デ・グロート（オランダ）
- 2024 - ディーデ・デ・グロート（オランダ）

### クァードシングルス
- 2001 - マーク・エクレストン（イギリス）
- 2003 - サラ・ハンター（カナダ）
- 2004 - ピーター・ノーフォーク（イギリス）
- 2008 - ピーター・ノーフォーク（イギリス）
- 2009 - ピーター・ノーフォーク（イギリス）
- 2010 - ピーター・ノーフォーク（イギリス）
- 2011 - デビッド・ワグナー（アメリカ）
- 2012 - ピーター・ノーフォーク（イギリス）
- 2013 - デビッド・ワグナー（アメリカ）
- 2014 - デビッド・ワグナー（アメリカ）
- 2015 - ディラン・オルコット（オーストラリア）
- 2016 - ディラン・オルコット（オーストラリア）
- 2017 - ディラン・オルコット（オーストラリア）
- 2018 - ディラン・オルコット（オーストラリア）
- 2019 - ディラン・オルコット（オーストラリア）
- 2020 - ディラン・オルコット（オーストラリア）
- 2021 - ディラン・オルコット（オーストラリア）
- 2022 - サム・シュローダー（オランダ）
- 2023 - サム・シュローダー（オランダ）
- 2024 - サム・シュローダー（オランダ）

### 男子ダブルス
- 1994 - デビッド・ホール（オーストラリア）＆ブラッド・パークス（アメリカ）
- 1995 - ミック・コーネル（オーストラリア）＆ローラン・ジャマルティーニ（フランス）
- 1996 - ダニエル・ラクマン（アメリカ）＆チップ・パルメリー（アメリカ）
- 1997 - ミック・コーネル（オーストラリア）＆ローラン・ジャマルティーニ（フランス）
- 1998 - デビッド・ジョンソン（オーストラリア）＆デビッド・ホール（オーストラリア）
- 1999 - ジャヤント・ミストリー（イギリス）＆マルティン・レグナー（オーストリア）
- 2000 - デビッド・ホール（オーストラリア）＆デビッド・ジョンソン（オーストラリア）
- 2001 - デビッド・ホール（オーストラリア）＆デビッド・ジョンソン（オーストラリア）
- 2002 - マルティン・レグナー（オーストリア）＆斎田悟司（日本）
- 2003 - デビッド・ホール（オーストラリア）＆ミカエル・ジェレミアス（フランス）
- 2004 - ロビン・アマラーン（オランダ）＆マルティン・レグナー（オーストリア）
- 2005 - ロビン・アマラーン（オランダ）＆マルティン・レグナー（オーストリア）
- 2006 - 国枝慎吾（日本）＆斎田悟司（日本）
- 2007 - ロビン・アマラーン（オランダ）＆国枝慎吾（日本）
- 2008 - 国枝慎吾（日本）＆斎田悟司（日本）
- 2009 - ロビン・アマラーン（オランダ）＆国枝慎吾（日本）
- 2010 - 国枝慎吾（日本）＆ステファン・ウデ（フランス）
- 2011 - 国枝慎吾（日本）＆マイケル・シェファース（オランダ）
- 2012 - ロビン・アマラーン（オランダ）＆ロナルト・ヴィンク（オランダ）
- 2013 - 国枝慎吾（日本）＆ミカエル・ジェレミアス（フランス）
- 2014 - 国枝慎吾（日本）＆ステファン・ウデ（フランス）
- 2015 - 国枝慎吾（日本）＆ステファン・ウデ（フランス）
- 2016 - ステファン・ウデ（フランス）＆ニコラ・ペイファー（フランス）
- 2017 - ジョーチム・ジェラード（ベルギー）＆ゴードン・リード（イギリス）
- 2018 - ステファン・ウデ（フランス）＆ニコラ・ペイファー（フランス）
- 2019 - ジョーチム・ジェラード（ベルギー）＆ステファン・オルソン（スウェーデン）
- 2020 - アルフィー・ヒューエット（イギリス）＆ゴードン・リード（イギリス）
- 2021 - アルフィー・ヒューエット（イギリス）＆ゴードン・リード（イギリス）
- 2022 - アルフィー・ヒューエット（イギリス）＆ゴードン・リード（イギリス）
- 2023 - アルフィー・ヒューエット（イギリス）＆ゴードン・リード（イギリス）
- 2024 - アルフィー・ヒューエット（イギリス）＆ゴードン・リード（イギリス）

### 女子ダブルス
- 1996 - オリステル・マルクス（フランス）＆アルレット・ラシヌー（フランス）
- 1998 - ダニエラ・ディトーロ（オーストラリア）＆ランダ・ヒンソン（オーストラリア）
- 1999 - シャロン・ワルラヴェン（オランダ）＆ソニア・ペーテルス（オランダ）
- 2000 - ソニア・ペーテルス（オランダ）＆エステル・フェルヘール（オランダ）
- 2001 - ダニエラ・ディトーロ（オーストラリア）＆シャロン・ワルラヴェン（オランダ）
- 2002 - ダニエラ・ディトーロ（オーストラリア）＆マーイケ・スミット（オランダ）
- 2003 - ソニア・ペーテルス（オランダ）＆エステル・フェルヘール（オランダ）
- 2004 - マーイケ・スミット（オランダ）＆エステル・フェルヘール（オランダ）
- 2005 - フロランス・グラヴェイエ（フランス）＆マーイケ・スミット（オランダ）
- 2006 - イスケ・フリフィウン（オランダ）＆エステル・フェルヘール（オランダ）
- 2007 - イスケ・フリフィウン（オランダ）＆エステル・フェルヘール（オランダ）
- 2008 - イスケ・フリフィウン（オランダ）＆エステル・フェルヘール（オランダ）
- 2009 - コリー・ホーマン（オランダ）＆エステル・フェルヘール（オランダ）
- 2010 - フロランス・グラヴェイエ（フランス）＆アニーク・ファン・クート（オランダ）
- 2011 - エステル・フェルヘール（オランダ）＆シャロン・ワルラヴェン（オランダ）
- 2012 - エステル・フェルヘール（オランダ）＆シャロン・ワルラヴェン（オランダ）
- 2013 - イスケ・フリフィウン（オランダ）＆アニーク・ファン・クート（オランダ）
- 2014 - 上地結衣（日本）＆ ジョーダン・ホワイリー（イギリス）
- 2015 - 上地結衣（日本）＆ ジョーダン・ホワイリー（イギリス）
- 2016 - 上地結衣（日本）＆ マジョレーン・バイス（オランダ）
- 2017 - イスケ・フリフィウン（オランダ）＆アニーク・ファン・クート（オランダ）
- 2018 - 上地結衣（日本）＆ マジョレーン・バイス（オランダ）
- 2019 - アニーク・ファン・クート（オランダ）＆ディーデ・デフロート（オランダ）
- 2020 - 上地結衣（日本）＆ ジョーダン・ホワイリー（イギリス）
- 2021 - アニーク・ファン・クート（オランダ）＆ディーデ・デフロート（オランダ）
- 2022 - アニーク・ファン・クート（オランダ）＆ディーデ・デフロート（オランダ）
- 2023 - アニーク・ファン・クート（オランダ）＆ディーデ・デフロート（オランダ）
- 2024 -ディーデ・デフロート（オランダ）＆イスケ・フリフィウン（オランダ）

### クァードダブルス
- 2004 - マーク・エクレストン（イギリス）＆デビッド・ワグナー（アメリカ）
- 2008 - ニコラス・テイラー（アメリカ）＆デビッド・ワグナー（アメリカ）
- 2009 - ニコラス・テイラー（アメリカ）＆デビッド・ワグナー（アメリカ）
- 2010 - ニコラス・テイラー（アメリカ）＆デビッド・ワグナー（アメリカ）
- 2011 - アンドリュー・ラフォーネ（イギリス）＆ピーター・ノーフォーク（イギリス）
- 2012 - アンドリュー・ラフォーネ（イギリス）＆ピーター・ノーフォーク（イギリス）
- 2013 - アンドリュー・ラフォーネ（イギリス）＆ピーター・ノーフォーク（イギリス）
- 2014 - アンドリュー・ラフォーネ（イギリス）＆デビッド・ワグナー（アメリカ）
- 2015 - アンドリュー・ラフォーネ（イギリス）＆デビッド・ワグナー（アメリカ）
- 2016 - ルーカス・シトール（ロシア）＆デビッド・ワグナー（アメリカ）
- 2017 - アンドリュー・ラフォーネ（イギリス）＆デビッド・ワグナー（アメリカ）
- 2018 - ディラン・オルコット（オーストラリア）＆ヒース・デイビッドソン（オーストラリア）
- 2019 - ディラン・オルコット（オーストラリア）＆ヒース・デイビッドソン（オーストラリア）
- 2020 - ディラン・オルコット（オーストラリア）＆ヒース・デイビッドソン（オーストラリア）
- 2021 - ディラン・オルコット（オーストラリア）＆ヒース・デイビッドソン（オーストラリア）
- 2022 - アンドリュー・ラフォーネ（イギリス）＆デビッド・ワグナー（アメリカ）
- 2023 - サム・シュローダー（オランダ）＆ニールス・フィンク（オランダ）
- 2024 - アンドリュー・ラフォーネ（イギリス）＆デビッド・ワグナー（アメリカ）

## 全豪オープン車いすテニスクラシックエイト歴代優勝者

### 男子シングルス
- 2002 - ロビン・アマラーン（オランダ）
- 2003 - デビッド・ホール（オーストラリア）
- 2004 - デビッド・ホール（オーストラリア）
- 2005 - デビッド・ホール（オーストラリア）
- 2006 - ミカエル・ジェレミアス（フランス）

### 女子シングルス
- 2002 - エステル・フェルヘール（オランダ）
- 2003 - エステル・フェルヘール（オランダ）
- 2004 - エステル・フェルヘール（オランダ）
- 2005 - 八筬美恵（日本）
- 2006 - エステル・フェルヘール（オランダ）

### 男子ダブルス
- 2004 - ロビン・アマラーン（オランダ）＆マルティン・レグナー（オーストリア）
- 2005 - ロビン・アマラーン（オランダ）＆マルティン・レグナー（オーストリア）
- 2006 - ロビン・アマラーン（オランダ）＆マルティン・レグナー（オーストリア）

### 女子ダブルス
- 2004 - マーイケ・スミット（オランダ）＆エステル・フェルヘール（オランダ）
- 2005 - フロランス・グラヴェイエ（フランス）＆マーイケ・スミット（オランダ）
- 2006 - イスケ・フリフィウン（オランダ）＆エステル・フェルヘール（オランダ）

## 註
1. ↑  International Tennis Federation. “History of the Game: 1986 - 1990”. 2008年8月24日閲覧。
2. ↑  International Tennis Federation (2001年8月10日). “Australian Open promotes Wheelchair Tennis”. 2007年12月23日閲覧。
3. ↑  International Tennis Federation (2006年10月10日). “The 2007 Australian Wheelchair Tennis Open”. 2007年12月24日閲覧。